# 마누엘 벤손
마누엘 벤손 에딜라시우(포르투갈어: Manuel Benson Hedilazio, 1997년 3월 28일 ~ )는 EFL 챔피언십 클럽 번리에서 윙어로 뛰고 있는 앙골라의 프로 축구 선수이다. 벨기에에서 태어난 그는 주니어 국가대표로 활약하다가 시니어 국가대표로 앙골라 국가대표팀에 합류했다.
그의 아버지 조르즈 에딜라시우는 1990년대 로케런에서 뛰었던 전 앙골라의 축구 선수이다.

## 어린 시절
벤손은 로케런에서 앙골라 출신 아버지 조르즈 에딜라시우와 벨기에 출신 어머니 지나 피에터스 사이에서 태어났다. 그의 부모님은 1990년대에 아버지가 지역 클럽에서 뛰고 있을 때 로케런의 댄스 바인 바비 클럽에서 만났다.

## 구단 경력
벤손은 2014년 4월 19일 홈에서 2-0으로 패한 오스텐더와의 경기에서 리르서 소속으로 1군 데뷔 전을 치렀다. 그는 87분 만에 아흐메드 사예드와 교체되었다. 2016-17년 시즌에는 리르서 소속으로 리그 37경기에 출전하여 7골을 넣었고, 이 중 4골은 UEFA 유로파리그 플레이오프 9경기에 출전했다. 이번 시즌 벤손은 케빈 키스와 함께 리그 최고의 어시스트를 기록하기도 했다.
2017년에는 헹크로 이적하여 2018-19년 시즌 동안 로얄 엑셀 무스크롱으로 임대되었다. 무스크롱에서 총 28경기에 출전하여 6골을 기록했다. 벤손은 한스 파나컨과 알레한드로 포즈엘로에 이어 정규 시즌에서 8개의 어시스트를 기록하며 가장 많은 어시스트를 기록했다.
2019년 9월, 그는 로열 앤트워프로 영구 이적했다.
2020-21년 시즌, 벤손은 벨기에 퍼스트 디비전 A에서 5경기, UEFA 유로파리그에서 3경기에 출전하여 앤트워프가 루도고레츠를 3-1로 꺾고 32강에 진출하는 데 1골을 넣었다. 2021년 1월 26일, 벤손은 시즌이 끝날 때까지 에레디비시 클럽인 즈볼러로 임대 이적했다. 2020-21년 에레디비시에서 팀 내 최다 어시스트를 기록하며 리그 13경기에서 4어시스트를 기록했다.
2022년 8월 4일, 벤손은 4년 계약에 대한 미공개 이적료로 EFL 챔피언십 클럽 번리에 합류했다. 그는 2022년 9월 17일, 브리스틀 시티와의 경기에서 번리의 첫 골을 넣으며 2-1 승리를 이끌었다. 그는 2023년 1월 7일, 본머스와의 원정 경기에서 FA컵 첫 골을 넣으며 한 쌍을 기록했다.

## 국가대표팀 경력
벤손은 2024년 6월 7일, 에스타디오 11 데 노벰브로에서 열린 에스와티니와의 FIFA 월드컵 예선 전에서 앙골라 국가대표팀 데뷔 전을 치렀다. 그는 앙골라가 1-0으로 승리한 69분에 펠리시우 밀송과 교체 투입되었다.